# Podochilus similis
Podochilus similis är en orkidéart som beskrevs av Carl Ludwig von Blume. Podochilus similis ingår i släktet Podochilus och familjen orkidéer. Inga underarter finns listade i Catalogue of Life.